# 2x2 = Shinobu-den
2x2 = Shinobu-den (ニニンがシノブ伝?, Ninin ga Shinobu-den) è un manga scritto e disegnato da Ryoichi Koga, trasposto anche in una serie televisiva anime dal titolo omonimo. Il sottotitolo della serie è The Nonsense Kunoichi Fiction, che lascia chiaramente intendere la natura demenziale dell'opera.
2x2 = Shinobuden ruota intorno alle vicende della protagonista, Shinobu, una giovane apprendista kunoichi che vive in una scuola frequentata da ninja. Intorno a lei, si muovono personaggi più o meno importanti, fra cui Kaede - ragazza per la quale Shinobu ha un'evidente cotta, in chiave yuri - Onsokumaru, Miyabi e Sasuke. In quanto anime di chiara natura comica, a tratti appunto demenziale, 2x2 = Shinobuden non ha una trama vera e propria, piuttosto natura episodica. Fra gli elementi che si rincorrono per tutta la serie, oltre al già citato elemento yuri, bisogna anche sottolineare la presenza di numerose scene di fanservice.

## Trama
La storia di 2x2 = Shinobuden prende il via quando il maestro della Classe I della scuola dei ninja chiede a Shinobu, la protagonista, di scegliere fra una lista di circa mille prove, una da sostenere come rito di passaggio per essere ufficialmente riconosciuta come apprendista ninja. Fra le tante prove, tutte volutamente impossibili, una sola sembrerebbe fattibile: rubare della biancheria intima femminile da alcune case di un quartiere limitrofo. Sebbene in principio Shinobu non abbia nessuna intenzione di portare avanti la prova, si rende conto che se vuole diventare una kunoichi non ha altra scelta, e per questo motivo si introduce furtivamente nella casa di Kaede, una delle tante vittime ignare.
Qui, Shinobu viene immediatamente scoperta - anche perché la sua micidiale tecnica dell'invisibilità non funziona affatto - e neanche l'aiuto del suo fidato amico Onsokumaru riesce a confortarla dalla consapevolezza di non essere idonea per diventare una ninja vera e propria. Nonostante ciò, Kaede impietosita dal pianto di Shinobu decide di regalarle parte della sua biancheria, così che l'apprendista ninja possa continuare nel suo difficile percorso. Quel che Kaede, però, non sa è che il suo gesto d'amicizia si rivela così importante per la protagonista, che da allora Shinobu farà di tutto pur di rimanere vicina alla sua coetanea. Ne nasce così un rapporto intenso, che vedrà Kaede sempre più coinvolta nel mondo demenziale della scuola dei ninja, un'istituzione "segreta" dove uno stuolo di allievi giornalmente studia e si allena nelle più disparate arti marziali.

## Personaggi
Shinobu (忍?)
Doppiata da: Nana Mizuki
Shinobu è la protagonista della serie. Si tratta di una ragazza gentile, determinata e volenterosa, ma anche decisamente ingenua a tal punto da non comprendere alcune delle situazioni che la circondano, soprattutto quando si tratta dei perversi tranelli imbastiti da Onsokumaru. Solitamente, Shinobu si prende cura del dojo della scuola ninja, semplicemente perché tutti gli altri sono troppo fannulloni per farlo. Nei confronti di Kaede, Shinobu prova un forte sentimento di natura romantica, a tal punto da definire Kaede "più di un'amica, ma meno di un'amante". Tale sentimento, ovviamente di natura omosessuale, è accompagnato da chiare fantasie, anche sessuali, che lasciano ben poco spazio a dubbi sulla sua natura.
Kaede Shiranui (不知火 楓?, Shiranui Kaede)
Doppiata da: Ayako Kawasumi
Kaede è la co-protagonista dell'anime. Si tratta di una ragazza dal cuore sensibile, ma decisamente meno ingenua di Shinobu. Kaede si ritrova coinvolta, suo malgrado, in tutta una serie di avventure - demenziali - che ruotano intorno alla scuola dei ninja, di cui fa parte Shinobu. Nella serie, a parte poche hint di natura decisamente ambigua, esiste ben poco che possa chiarire se Kaede ricambi o meno i sentimenti di Shinobu, tuttavia gli episodi finali della serie, con il dramma della separazione per la partenza della ninja verso l'Inghilterra, sono visti nel fandom yuri come i punti chiave per la relazione fra le due protagoniste, nata come rapporto di tipo subtext a senso unico, e poi ritenuta canon in chiusura di serie.
Onsokumaru (音速丸?)
Doppiato da: Norio Wakamoto
Onsokumaru è probabilmente il personaggio più strano di tutta la serie. Letteralmente, il suo nome indica una sorta di sfera sonica, e infatti Onsokumaru è in realtà una sfera senziente, gialla, dotata di ali che spesso può trasformarsi in una sorta di pupazzo tutto muscoli, sebbene per brevi periodi di tempo. Ciò che subito risalta, di tale personaggio, è la sua natura depravata, a tratti pervertita. Nonostante ciò, e sebbene Shinobu non se ne sia resa conto, Onsokumaru è anche il maestro della Classe I della scuola dei ninja e quindi il responsabile delle disavventure dell'ignara protagonista. Il suo unico punto debole, com'è facile intuire, è proprio Shinobu, mentre i suoi nemici giurati sono Kaede - che cerca in tutti i modi di impedire ad Onsokumaru di mettere le mani sull'altra ragazza - e Miyabi. Per concludere, va detto che Onsakumari fa coppia fissa con Sasuke e spesso i due sono i protagonisti di machiavellici tentativi imbastiti per insidiare tutte le ragazze con cui si trovano a contatto.
Miyabi (雅?)
Doppiata da: Rie Kugimiya
Miyabi è la sorella minore di Shinobu. A differenza di quest'ultima, non ha però scelto di seguire il corso per diventare una ninja, piuttosto studia le arti delle evocazioni per diventare una Miko. Sebbene abbia appena dieci anni, Miyabi è particolarmente capace e dotata di un talento innato che le consente di sconfiggere Onsokumaru praticamente ogni singola volta. Infatti, Miyabi prova un odio innato ed irrefrenabile nei confronti di quest'ultimo, che vede come una creatura perversa, malefica e pericolosa, soprattutto nei confronti di Shinobu che cerca sempre di proteggere, nonostante sia lei la più piccola fra le due.
Sasuke (サスケ?)
Doppiato da: Tomokazu Seki
Sasuke è uno dei tanti ninja che frequentano la scuola, oltre ad essere il capoclasse della Classe I. Una caratteristica fondamentale dei ninja di questa serie è quella che, sebbene li si possa vedere con abiti differenti, non compaiono mai privi della loro maschera sul volto, sebbene Onsokumaru e Shinobu siano perfettamente in grado di riconoscere gli uni dagli altri, mentre ad esempio Kaede non vi riesce. Sasuke è la spalla destra di Onsokumaru, ma rispetto a quest'ultimo presenta un animo decisamente più gentile.
Genitori di Kaede
La madre è doppiata da: Rio Natsuki
I genitori di Kaede compaiono in alcuni episodi della serie. Si tratta di una normalissima famiglia borghese giapponese, tipica degli ultimi anni. Entrambi tendono spesso a dimenticare che Kaede è una ragazza, e vorrebbero adottare Shinobu perché hanno sempre desiderato avere una figlia femmina.
Izumi (泉?)
Doppiata da: Michiko Neya
Izumi è la leader del clan dei Kunoichi che vive nelle montagne. Di lei si sa soltanto che ha conosciuto Onsokumaru nel passato e che non sopporta gli uomini deboli.
Devil (デビル?, Debiru)
Devil è un coccodrillo senziente che vive nel laghetto della scuola ninja. Di solito, cerca di mangiare Onsokumaru, nonostante ciò, una volta addomesticato, diventa a tutti gli effetti un membro della Classe I.

## Media

### Manga
Il manga, scritto e disegnato da Ryoichi Koga, è stato serializzato dal 18 luglio 2000 al 21 gennaio 2006 sulla rivista Dengeki Daioh edita da Media Works. I vari capitoli sono stati poi raccolti in quattro volumi tankōbon pubblicati sotto l'etichetta Dengeki Comics EX dal 9 febbraio 2002 al 10 maggio 2006.
Un sequel intitolato Ninin ga Shinobu-den Plus (ニニンがシノブ伝ぷらす?, Ninin ga Shinobuden Purasu) ha iniziato la serializzazione sul sito web Comic Newtype di Kadokawa Corporation il 26 giugno 2020.

#### Volumi
| Nº | Data di prima pubblicazione | Data di prima pubblicazione | Data di prima pubblicazione |
| Nº | Giapponese                  | Giapponese                  |                             |
| -- | --------------------------- | --------------------------- | --------------------------- |
| 1  | 9 febbraio 2002             | ISBN 4-8402-2068-9          |                             |
| 2  | 10 aprile 2003              | ISBN 4-8402-2365-3          |                             |
| 3  | 10 settembre 2004           | ISBN 4-8402-2815-9          |                             |
| 4  | 10 maggio 2006              | ISBN 4-8402-3468-X          |                             |

### Drama CD
Un drama CD basato sul manga e intitolato Ninpō Drama CD ninin ga Shinobuden: Bloom (忍法ドラマCD ニニンがシノブ伝 Bloom?, Ninpō Dorama CD ninin ga Shinobuden Bloom) è stato pubblicato nel maggio 2003. In questo primo disco, i doppiatori dei personaggi differivano quasi totalmente da quelli della controparte animata, l'unica eccezione la si ha con Norio Wakamoto che ricopre sempre il ruolo di Onsokumaru. Altre tre drama CD uscirono tra giugno e ottobre 2004 durante la trasmissione dell'anime e presentavano lo stesso cast di doppiatori della versione animata. Un quinto CD uscì come bonus all'interno del DVD fandisc pubblicato in madre patria il 29 aprile 2005.

### Anime
Un adattamento anime di dodici episodi, prodotto da Ufotable e diretto da Hitoyuki Matsui, è stato trasmesso in Giappone dall'8 luglio al 23 settembre 2004 su Chubu-Nippon Broadcasting. La sigla iniziale è Shinobu sanjō! (シノブ参上!?) cantata da Kiyomi Kumano mentre quella di chiusura è Kurukururin (くるくるりん?) interpretata da Kaoru. Inoltre è presente un'insert song chiamata Shinobu ondo (シノブ音頭?) cantata da Nana Mizuki nell'episodio 5. La serie è stata raccolta da Happinet in sei volumi DVD pubblicati dal 22 ottobre 2004 al 25 marzo 2005. Nel 2020 Frontier Works ha ripubblicato la serie in Blu-ray Disc per celebrare il ventesimo anniversario del manga originale.

#### Episodi
| Nº | Titolo italiano (traduzione letterale) Giapponese 「Kanji」 - Rōmaji | In onda           | In onda |
| Nº | Titolo italiano (traduzione letterale) Giapponese 「Kanji」 - Rōmaji | Giapponese        |         |
| 1  | Shinobu apprendista ninja 「見習い忍者、忍見参の巻」 - Minarai ninja, Shinobu kenzan no kanLa comparsa del maestro 「頭領、現るの巻」 - Tōryō, arawaru no kan                                           | 8 luglio 2004     |         |
| 2  | I ninja festeggiano il ciliegio in fiore 「忍者、花見で浮かれるの巻」 - Ninja, hanami de ukareru no kanShinobu e Kaede conobbero Miyabi 「忍、楓とデートするの巻」 - Shinobu, Kaede to date suru no kan | 15 luglio 2004    |         |
| 3  | La rabbia di Onsokumaru 「音速丸、怒るの巻」 - Onsokumaru, ikaru no kanShinobu fugge da casa 「忍、家を出るの巻」 - Shinobu, ie o deru no kan                                                           | 22 luglio 2004    |         |
| 4  | Un caldo insopportabile 「忍者、暑がるの巻」 - Ninja, atsugaru no kanPrima cotta per Miyabi 「雅、恋をするの巻」 - Miyabi, koi o suru no kan                                                            | 29 luglio 2004    |         |
| 5  | Onsokumaru va all'inferno 「音速丸、地獄に堕ちるの巻」 - Onsokumaru, jigoku ni ochiru no kanIl festival estivo 「忍者、夏祭りを行うの巻」 - Ninja, natsu matsuri o okonau no kan                        | 5 agosto 2004     |         |
| 6  | Attenti al tifone 「台風が来たの巻」 - Taifū ga kita no kanLa raccolta dei funghi 「忍者、茸狩るの巻」 - Ninja, takegariru no kan                                                                       | 12 agosto 2004    |         |
| 7  | L'avvicinamento di Onsokumaru 「音速丸、くっつくの巻」 - Onsokumaru, kuttsuku no kanShinobu e la partita di baseball 「忍、プレイボーるの巻」 - Shinobu, play ball no kan                               | 19 agosto 2004    |         |
| 8  | Un travestimento per Shinobu 「忍、化けるの巻」 - Shinobu, bakeru no kanLa furiosa pianta mostruosa 「怪植物、暴れるの巻」 - Kaishokubutsu, abareru no kan                                              | 26 agosto 2004    |         |
| 9  | L'incontro tra ragazze 「女の子、あったまるの巻」 - Onna no ko, attamaru no kanGuarite presto, Miyabi e Kaede 「楓、風邪をひくの巻」 - Kaede, kaze o hiku no kan                                        | 2 settembre 2004  |         |
| 10 | Ninjoso Natale 「忍者、クリスマスるの巻」 - Ninja, Christmas suru no kanI ninja e la scatola delle maledizioni 「忍者、呪われるの巻」 - Ninja, norowareru no kan                                        | 9 settembre 2004  |         |
| 11 | Sasuke eroe del giorno 「サスケ伝、始まるの巻」 - Sasukeden, hajimaru no kanUn debito da ripagare 「忍者、恩返しするの巻」 - Ninja, ongaeshi suru no kan                                                | 16 settembre 2004 |         |
| 12 | Il segreto di Onsokumaru 「音速丸の秘密の巻」 - Onsokumaru no himitsu no kanIl giorno in cui ci incontreremo di nuovo 「さらばニニンがシノブ伝の巻」 - Saraba Ninin ga Shinobuden no kan                | 23 settembre 2004 |         |

#### Pubblicazioni
Gli episodi di 2x2 = Shinobu-den sono stati raccolti in sei volumi DVD, distribuiti in Giappone per il mercato home video dal 22 ottobre 2004 al 25 marzo 2005.
| Volume |         |                       |
| Volume | Episodi | Data di pubblicazione |
| ------ | ------- | --------------------- |
| 1      | 1-2     | 22 ottobre 2004       |
| 2      | 3-4     | 26 novembre 2004      |
| 3      | 5-6     | 21 dicembre 2004      |
| 4      | 7-8     | 28 gennaio 2005       |
| 5      | 9-10    | 25 febbraio 2005      |
| 6      | 11-12   | 25 marzo 2005         |

## Accoglienza
La serie anime ha ricevuto recensioni generalmente favorevoli in Nord America. L'accoglienza è stata positiva per quanto riguarda la commedia in stile gag, la qualità delle animazioni e il cast di personaggi. THEM Anime ha valutato l'anime con 4 stelle su 5, affermando che 2x2 = Shinobu-den non è roba da intellettuali, ma è abbastanza intelligente da essere divertente da essere adatta a coloro che vogliono una buona commedia carica di gag". Carl Kimlinger di Anime News Network ha elogiato l'anime per i suoi vari stili di animazione e per la sua qualità, affermando che "Le uniche costanti sono che, indipendentemente dallo stile di animazione utilizzato, non importa quanto distorta o selvaggia sia la grafica, è sempre appropriata allo scherzo o all'atmosfera della situazione". Inoltre Kimlinger ha anche elogiato i personaggi per la loro natura dinamica, tuttavia si è sentito di avvertire che chi volesse guardarla in una maratona poteva trovarlo difficile per via del suo ritmo. Nella sua recensione su The Fandom Post, Chris Beveridge ha lodato la serie per i colpi di scena presenti nelle sue trame episodiche che sarebbero un cliché nel suo genere "slice of life", evidenziando i momenti divertenti di alcuni episodi, incluso quello finale, definendolo "... una conclusione molto soddisfacente". Nella sua recensione, Paul Jensen di Anime News Network ha scritto che la serie aveva "una focalizzazione limitata sull'umorismo assurdo, ma lo ha fatto molto bene".  Jensen ha anche definito degno di nota il doppiaggio inglese e ha elogiato Sean Schemmel nel ruolo di Onsokumaru.